# Битюго-Хопёрский гидрологический район
Битюго-Хопёрский гидрологический район — территория природной среды Воронежской области, в основе районирования которой лежит закон географической зональности.

## География
Битюго-Хопёрский гидрологический район находится в Северо-Восточной части Воронежской области.
Район самый большой в Воронежской области по площади: занимает 16300 км² (31 % от территории области), его средняя высота 162 м (абс.). Район объединяет бассейны рек Битюг с Чиглой, Курлаком и Тойдой, Елань с Токаем и Савалой, Карачан, низовье Вороны и среднюю часть Хопра. Густота речной сети равна 0,28 км/км², а для рек, имеющих протяжённость более 10 км. — 0,18 км/км². Площадь оврагов и балок 10 %.
Поверхностный и подземный сток очень низкий. Максимальные снегозапасы составляют 89 мм. Количество годовых осадков небольшое — 580 мм, испарение с водной поверхности с мая по октябрь довольно высокое — 590—650 мм.
Водоносные горизонты маломощные, интенсивность подземного питания рек очень низкая. Показатель районирования имеет самое малое значение — 0,30. Ежегодно пересыхают реки с площадью водосбора 460 км², а в отдельные засушливые годы — и с площадью водосбора 1300 км².

## Реки Битюго-Хопёрского гидрологического района
- Битюг;
- Савала;
- Курлак;
- Малый Курлак;
- Лог Осиновский;
- ручей Крутенький;
- ручей Жильцов;
- ручей Студенец;
- Озерки;
- Лог Синий;
- Осиповка.